# Municipio de Little River (condado de Montgomery)
El municipio de Little River (en inglés: Little River Township) es un municipio ubicado en el  condado de Montgomery en el estado estadounidense de Carolina del Norte. En el año 2010 tenía una población de 851 habitantes.

## Geografía
El municipio de Little River se encuentra ubicado en las coordenadas 35°27′14.5″N 79°50′57.15″O / 35.454028, -79.8492083.